# Маниок (род)
Манио́к, или манио́т (лат. Mánihot) — род растений семейства Молочайные (Euphorbiaceae), естественным образом произрастающий в тропической Америке. Типовой вид рода маниок съедобный (Manihot esculenta) является важным пищевым растением тропиков.

## Ботаническое описание
Однодомные деревца, кустарники и травы с раздельнополыми цветками.

## Хозяйственное значение и применение
Все виды маниока содержат млечный сок, ряд видов — каучуконосы.
Некоторые виды имеют важное хозяйственное значение и культивируются в промышленных масштабах:
- Manihot esculenta — Маниок съедобный, или касса́ва — важное пищевое растение тропической зоны обоих полушарий.

Ранее растения вида маниок съедобный с небольшим содержанием цианогенных гликозидов выделяли в отдельный вид Manihot dulcis (маниок сладкий), однако в настоящее время он рассматривается в качестве синонима.
- Подвид Manihot carthaginensis subsp. glaziovii [syn.  Manihot glaziovii] культивируется в сухих районах Индии и Восточной Африки как каучуконос, имеет важное промышленное значение. Это невысокое (до 12 м) дерево с 3—5 пальчаторассечёнными щитовидными листьями, происходящее из засушливых районов Бразилии.

## Виды
Род включает более 100 видов, некоторые из них:
- Manihot aesculifolia (Kunth) Pohl
- Manihot angustiloba (Torr.) Müll.Arg.
- Manihot carthagenensis (Jacq.) Müll.Arg.
- Manihot caudata Greenm.
- Manihot chlorosticta Standl. & Goldman
- Manihot esculenta Crantz — Маниок съедобный
- Manihot grahamii Hook.
- Manihot oaxacana D.J.Rogers & Appan
- Manihot rhomboidea Müll.Arg.
- Manihot walkerae Croizat